# Like A Bee To The Honey
«Like A Bee To The Honey» es un sencillo de la banda finlandesa de hard rock Lordi, que fue publicado el 17 de enero de 2020. Es el tercer sencillo del álbum Killection.
La canción se escribió en el año 1980 por Jean Beauvoir y por el guitarrista de Kiss Paul Stanley. Además la canción contiene un solo de saxofón tocado por Michael Monroe.

## Lista de canciones
- Like A Bee To The Honey (4:13)

## Créditos
- Mr. Lordi (vocalista)
- Amen (guitarra)
- Hiisi (bajo)
- Mana (batería)
- Hella (piano)